# Dzilam de Bravo
Dzilam de Bravo är en kommun i Mexiko.   Den ligger i delstaten Yucatán, i den östra delen av landet, 1 100 km öster om huvudstaden Mexico City. Antalet invånare är 7 895. Arean är 241 kvadratkilometer.
Terrängen i Dzilam de Bravo är mycket platt.